# Manaquí de coroneta taronja
El manaquí de coroneta taronja (Heterocercus aurantiivertex) és un ocell de la família dels píprids (Pipridae).

## Hàbitat i distribució
Habita la selva pluvial, a les terres baixes de l'est de l'Equador i nord-est del Perú.